# This Is Sinatra!
This Is Sinatra! è una raccolta del crooner statunitense Frank Sinatra, pubblicata nel 1956 dalla Capitol Records. Tutte le tracce sono state arrangiate e dirette da Nelson Riddle.

## Tracce

### Lato A
1. I've Got the World on a String - 2:14 - (Arlen, Koehler)
2. Three Coins in the Fountain - 3:07 - (Styne, Cahn)
3. Love and Marriage - 2:41 - (Van Heusen, Cahn)
4. From Here to Eternity - 3:01 - (Karger, Wells)
5. South of the Border - 2:52 - (Kennedy, Carr)
6. Rain (Falling from the Skies) - 3:27 - (Mellin, Finlay)

### Lato B
1. The Gal That Got Away - 3:12 - (Arlen, Gershwin)
2. Young at Heart - 2:53 - (Richards, Leigh)
3. Learnin' the Blues - 3:04 - (Silver)
4. My One and Only Love - 3:14 - (Wood, Mellin)
5. (Love Is) The Tender Trap - 3:00 - (Van Heusen, Cahn)
6. Don't Worry 'Bout Me - 3:07 - (Bloom, Koehler)

## Musicisti
- Frank Sinatra - voce;
- Nelson Riddle - arrangiamenti.